# Akio Morita
Akio Morita (japoneză 盛田昭夫, n. 26 ianuarie 1921, Nagoya, Japonia, d. 3 octombrie 1999, Tokyo) a fost un antreprenor japonez. Împreună cu Masaru Ibuka, el a fost co-fondator al Sony. La 7 mai 1946, a fost fondată  Tokyo Tsushin Kogyo Kabushiki Kaisha (Tokyo Telecommunications Engineering Corporation, precursorul Sony Corporation) cu aproximativ 20 de angajați și un capital inițial de 190.000 ¥. În 1949, compania a dezvoltat banda magnetică de înregistrare și în 1950 a vândut primul magnetofon în Japonia. În 1957, a produs un radio cu dimensiuni de buzunar (primul tranzistorizat complet), iar în 1958, Morita și Ibuka au decis să redenumească compania lor Sony.  În 1960, a produs primul televizor cu tranzistori din lume. În 1973, Sony a primit un premiu Emmy pentru tehnologia de televiziune Trinitron. În 1975, a lansat primul înregistrator video casă Betamax, cu un an înainte de apariția formatului VHS. În 1979, a fost introdus Walkman, făcându-l unul dintre primii playere de muzică portabile din lume. În 1984, Sony a lansat seria Discman care și-a extins marca Walkman la produsele CD portabile. În 1960, Sony Corporation of America (SONAM, prescurtată SCA) a fost înființată în Statele Unite.